# Mycodrosophila gratiosa
Mycodrosophila gratiosa är en tvåvingeart som först beskrevs av Meijere 1911.  Mycodrosophila gratiosa ingår i släktet Mycodrosophila och familjen daggflugor. Inga underarter finns listade i Catalogue of Life.